# Il credulo
Il credulo és una òpera en tres actes composta per Domenico Cimarosa sobre un llibret italià de Giuseppe Maria Diodati. S'estrenà al Teatro Nuovo de Nàpols el carnestoltes de 1786. El 1791 es representà a Mòdena com Il credulo deluso.
El protagonista és l'hilarant Don Catapazio, que ha acordat el seu matrimoni amb la filla d'un amic seu, però ella està enamorada d'un altre home. Don Catapazio es creu fascinador i, en una graciosa arietta, es delecta a cantar la seva bellesa. Quan la núvia vegi els seus ulls i el seu naso profilato, diu, caurà als seus peus. Però la noia, per treure-se'l de sobre, recorre a un estratagema: es vesteix d'una manera tan excèntrica que Don Catapazio pensa que no està en el seu seny i és víctima d'un atac d'ira, creient-se burlat pel pare de la núvia. «Sent turca» són les primeres paraules de la seva filípica (i tractar a algú de «turc» era, en aquells dies, una greu ofensa), per acabar en un autèntic atac de nervis. Un personatge que, musicalment, està perfectament aconseguit.